# Università del Witwatersrand
L'Università del Witwatersrand a Johannesburg è un'università pubblica sudafricana multi-campus che si trova nella parte settentrionale del centro di Johannesburg.
È più comunemente nota come Wits University o Wits. Essa ha le sue radici nell'industria mineraria, come la città e il Witwatersrand in generale.

## Storia
Fu fondata nel 1896 come South African School of Mines (1896–1904) a Kimberley, quindi divenne Transvaal Technical Institute (1904–1906), poi Transvaal University College (1906–1910), quindi South African School of Mines and Technology (1910–1920), infine University College, Johannesburg (1920–1922). Oggi è la terza università operante con continuità per anzianità di fondazione del Sudafrica, dopo l'Università di Città del Capo (fondata nel 1829), e quella di Stellenbosch (fondata nel 1866)

Nel 1959, la legge Extension of University Education Act vietò l'iscrizione agli studenti di colore per gran parte del periodo dell'apartheid; ciò nonostante molti importanti leader di colore vi si laurearono. Nel 1990, prima dell'abolizione dell'apartheid, gli studenti di colore vi furono nuovamente ammessi. Molti dei critici più accaniti contro l'apartheid, di discendenza europea o africana, furono un tempo studenti e poi laureati in questa università.
Nel 2015 l'università contava 33 711 iscritti, dei quali circa il 18% vivevano nei 22 residence del campus universitario. Il 65% degli iscritti totali riguarda gli studi del baccalaureato e il rimanente il livello successivo.
L'Università è composta di cinque facoltà: economia e diritto; ingegneria e architettura; scienze; scienze sanitarie; scienze umanistiche.